# Gladiolus decoratus
Gladiolus decoratus är en irisväxtart som beskrevs av John Gilbert Baker. Gladiolus decoratus ingår i släktet sabelliljor, och familjen irisväxter. Inga underarter finns listade i Catalogue of Life.

## Bildgalleri

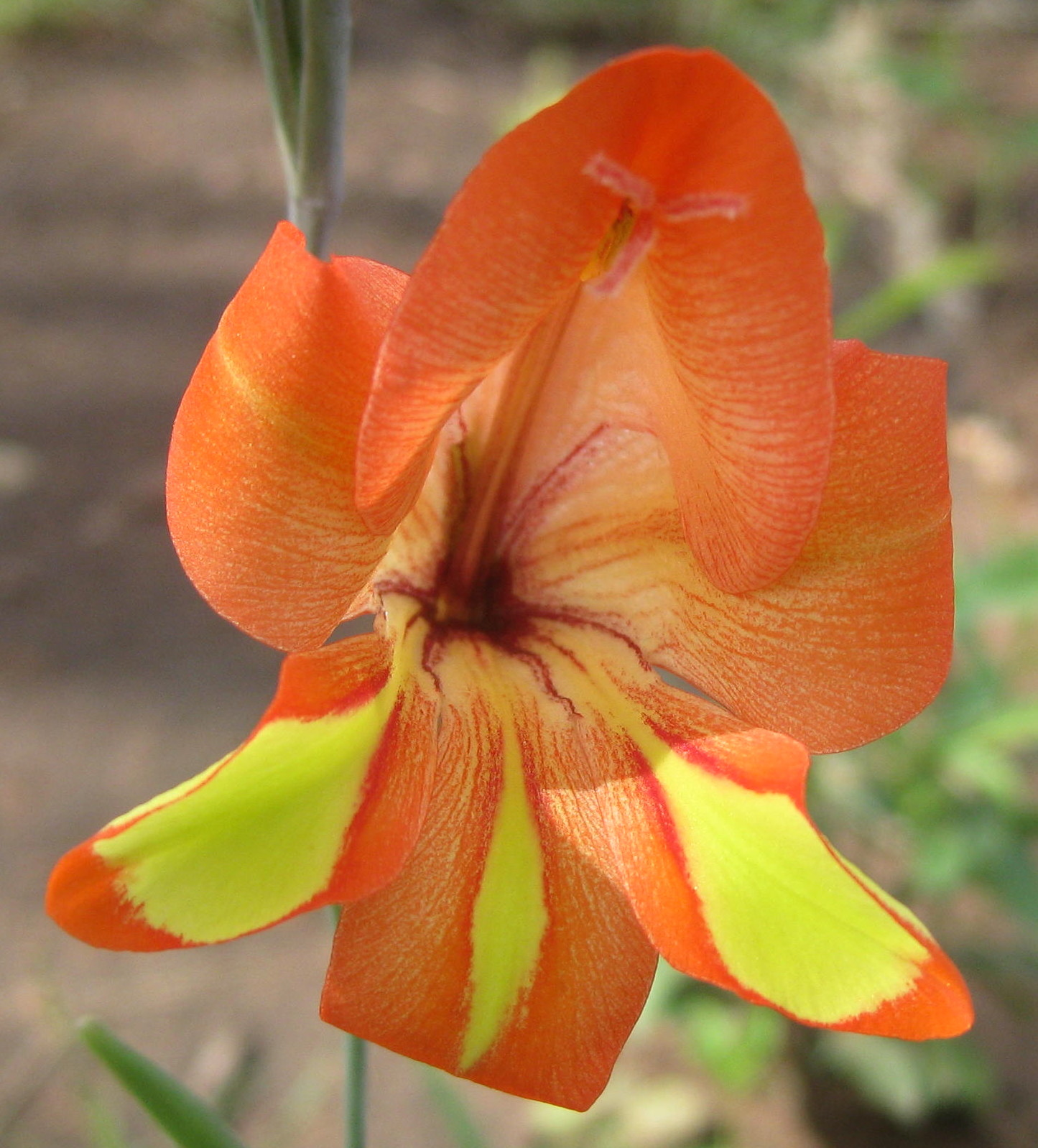
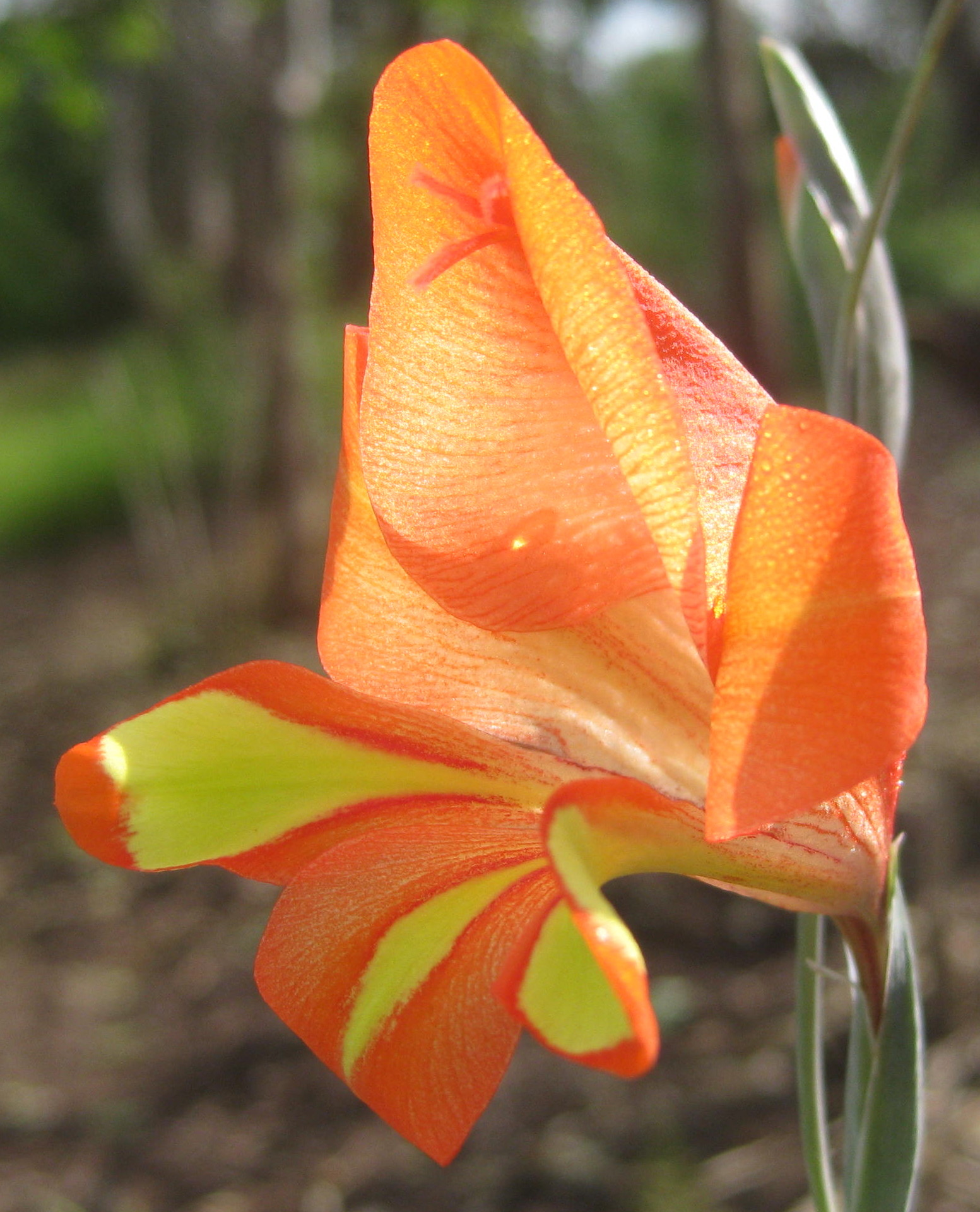
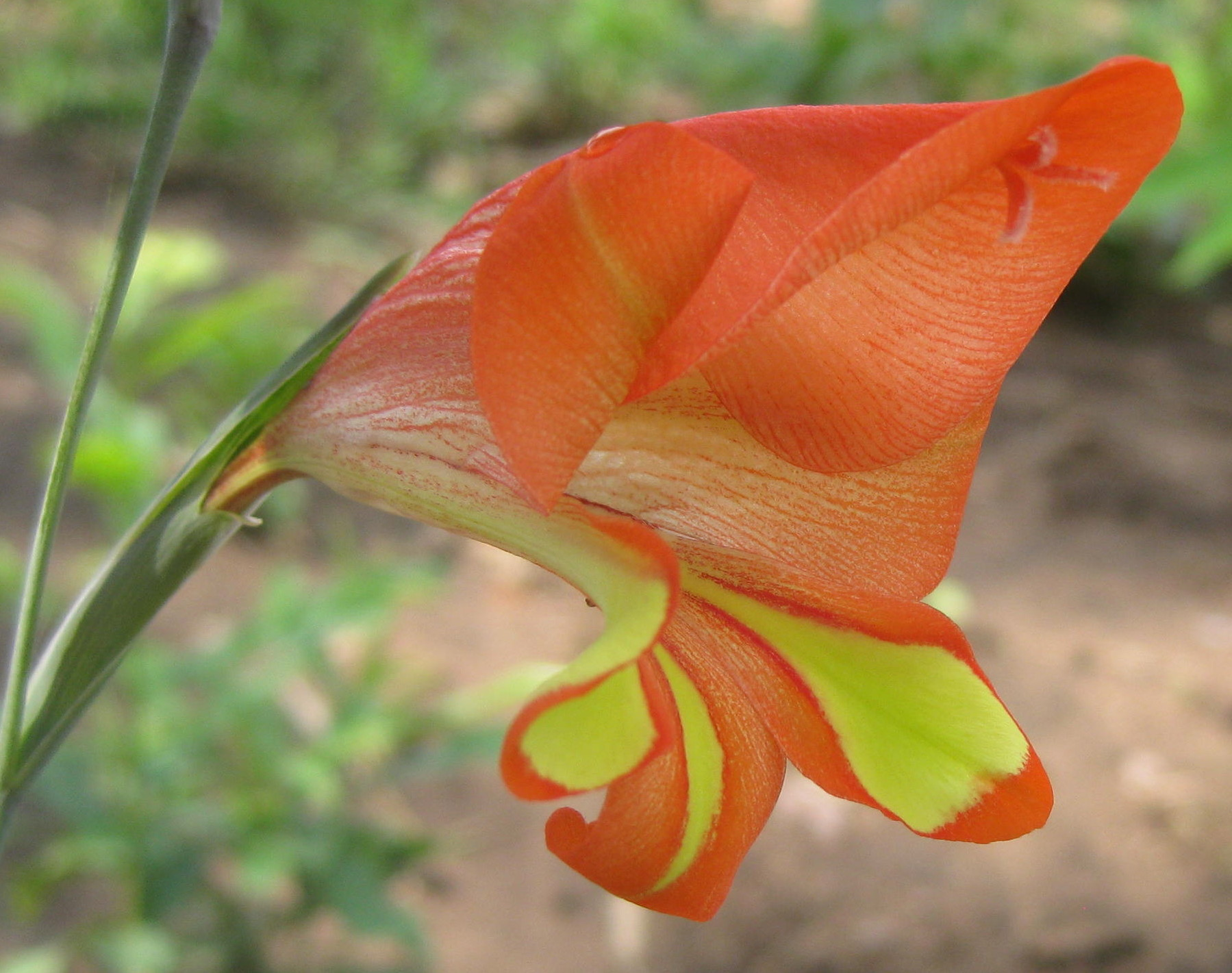